# Капанори
Капанори (итал. Capannori) је насеље у Италији у округу Лука, региону Тоскана.
Према процени из 2011. у насељу је живело 41116 становника. Насеље се налази на надморској висини од 14 м.

## Становништво
| 1936.  | 1951.  | 1961.  | 1971.  | 1981.  | 1991.  | 2001.  | 2011.  |
| ------ | ------ | ------ | ------ | ------ | ------ | ------ | ------ |
| 41.033 | 41.874 | 39.794 | 41.403 | 44.041 | 43.874 | 42.454 | 44.898 |

## Партнерски градови
- La Gaude
- Лосхајм ам Зе